# Филатьев, Владимир Иванович
Влади́мир Ива́нович Фила́тьев (20 июля 1778, Ярославская губерния — 16 июня 1842, Санкт-Петербург) — дворянский и государственный деятель Российской империи.

## Биография
Родился 8 июля 1778 года в родовом имении Чашникове Ярославской губернии. Имел брата Александра, ставшего героем войн с Наполеоном.
Вступив в 1790 году в военную службу вахмистром лейб-гвардии Конного полка, он в 1804 году вышел в отставку с чином полковника и в 1806 году, по выбору ростовского дворянства, поступил в милицию уездным начальником, а год спустя, когда были сформированы батальоны ярославского земского войска, определён бригадным командиром. Прослужив с 1812 по 1815 год уездным предводителем дворянства Ростовского уезда, Филатьев был выбран губернским предводителем Ярославской губернии и в этой должности состоял бессменно в течение четырёх трёхлетий (1815-1826).
В 1827 году, уже в чине действительного статского советника, он был назначен членом совета Министерства внутренних дел, в 1828 году членом комитета по устройству казённых крестьян, и вслед за тем членом главного управления цензуры, от министерства внутренних дел. Назначенный в 1830 году попечителем Харьковского учебного округа, Филатьев оставался в этой должности до 1834 года, когда, с производством в тайные советники, ему было повелено присутствовать в I-м отделении 6-го департамента Правительствующего сената; в 1839 году он был перемещён в 8-й департамент.
Умер 4 июня 1842 года в Санкт-Петербурге, состоя на службе.

## Награды[2]
- Орден Святого Владимира 3-й степени.
- Орден Святой Анна 2-й степени.
- Золотая медаль 1808 года за службу в милиции.
- Бронзовая медаль в память 1812 года за пожертвования.